# Hexace
Hexace (nebo také hyper-6 či sextace) je aritmetická a matematická operace, která je rozšířením pentace. Je to šestý hyperoperátor, počínající od sčítání. Zatímco tetrace je opakované umocňování a pentace opakované tetrování, hexace je opakované pentování. Opakovaná hexace se nazývá heptace. Jde též o binární operaci. Pojem "hexace" vytvořil Reuben Goodstein ze slov hexa (šestý hyperoperátor) a interace. Kvůli nekomutativnosti má dvě inverzní funkce, a to hexaodmocnina a hexalogaritmus.

## Definice
Hexace je definována jako iterovaná pentace. Zapisuje se pomocí knuthova šipkova zápisu, nebo ve tvaru {\displaystyle a{\hat {}}{\hat {}}{\hat {}}{\hat {}}b}. Čte se "a hexace b".
Zápis vzorce: {\displaystyle a\uparrow \uparrow \uparrow \uparrow b=a\uparrow ^{4}b=\underbrace {a\,\uparrow \uparrow \uparrow \,(a\,\uparrow \uparrow \uparrow \,(\dots \,\uparrow \uparrow \uparrow \,a))} _{b{\text{ opakování }}a}.}
V případě druhé hexace můžeme použít vzorec:
{\displaystyle a\uparrow ^{4}2=a\uparrow ^{3}a=\underbrace {{}^{{}^{{}^{{}^{{}^{{}^{a}\cdot }\cdot }\cdot }a}a}a} _{a{\text{ opakování }}a}}.

### Příklady výpočtu
I hexace malých čísel vede na nesmírně velká čísla. Rychlost růstu této funkce je {\displaystyle f_{5}(n)} v rychle rostoucí hierarchii.
- {\displaystyle 1\uparrow ^{4}1=1}

- {\displaystyle 1\uparrow ^{4}a=1}

- {\displaystyle a\uparrow ^{4}1=a}

- {\displaystyle a\uparrow ^{4}0=1}

- {\displaystyle \underbrace {2\uparrow ^{4}2} _{\text{ hexace }}=\underbrace {2\uparrow ^{3}2} _{\text{ pentace }}=\underbrace {{}^{2}2} _{\text{ tetrace }}=\underbrace {2^{2}} _{\text{ umocňování }}=\underbrace {2\cdot 2} _{\text{ násobení }}=\underbrace {2+2} _{\text{ sčítání }}=\underbrace {2+1+1} _{\text{ přidávání }}=4}

- {\displaystyle 2\uparrow ^{4}3=2\uparrow ^{3}(2\uparrow ^{3}2)=2\uparrow ^{3}4=\underbrace {2\uparrow \uparrow (2\uparrow \uparrow (2\uparrow \uparrow 2))} _{4{\text{ opakování }}2}={}^{{}^{{}^{2}2}2}2={}^{{}^{4}2}2={}^{65536}2=\underbrace {2\uparrow (2\uparrow (\dots \uparrow 2))} _{2\uparrow (2\uparrow 2)=65536{\text{ opakování }}2}=\underbrace {2^{2^{2^{2^{\cdot ^{\cdot ^{\cdot ^{2}}}}}}}} _{65536{\text{ opakování }}2}}

{\displaystyle {\begin{aligned}3\uparrow ^{4}2&=3\uparrow ^{3}3=3\uparrow \uparrow \uparrow 3=3\uparrow \uparrow (3\uparrow \uparrow 3)={}^{{}^{3}3}3={}^{7625597484987}3=3\uparrow \uparrow (3\uparrow (3\uparrow 3))=\underbrace {3\uparrow (3\uparrow (\dots \uparrow 3))} _{3\uparrow (3\uparrow 3)=7625597484987{\text{ opakování }}3}=\\&=\underbrace {3^{3^{\cdot ^{\cdot ^{\cdot ^{3}}}}}} _{3\uparrow (3\uparrow 3){\text{ opakování }}3}=titri\approx \exp _{10}^{7625597484986}(1{,}09902)\end{aligned}}}

## Využití
Hexace je jen velmi málo využitá v reálném světě a dokonce i v matematice. Je to proto, že hexace i poměrně malých čísel vede na čísla neskutečných velikostí, která nejsou prakticky použitelná a nedají se uplatnit nebo využít (např. {\displaystyle 4\uparrow ^{4}2}, atd.). Kdyby se měla zapsat v běžném nebo dokonce mocninovém zápisu, čísla by zasahovala k sousedním galaxiím. Proto jde o vzácnou matematickou funkci.

### Výpočet Grahamova čísla
Našlo by se uplatnění pro hexativní výpočet {\displaystyle 3\uparrow ^{4}3=3\uparrow ^{3}titri=G_{1}}, který se používá jako první hodnota Grahamovy funkce (g1). Číslo tohoto výpočtu je grahal. K výpočtu Grahamova čísla je potřeba hyperoperátor o 64. hodnotě Grahamovy funkce.
Ukázka 1. až 3. Grahamovy funkce:
- {\displaystyle G_{1}=3\uparrow ^{4}3} (1. funkce)
- {\displaystyle G_{2}=3\uparrow ^{G_{1}}3=3\uparrow ^{3\uparrow ^{4}3}3} (2. funkce)
- {\displaystyle G_{3}=3\uparrow ^{G_{2}}3=3\uparrow ^{3\uparrow ^{3\uparrow ^{4}3}3}3} (3. funkce)

Podle tohoto způsobu by též šlo definovat {\displaystyle G_{n}=3\uparrow ^{G_{n-1}}3}, kde {\displaystyle G_{1}} představuje hexativní výpočet {\displaystyle 3\uparrow ^{4}3}.
Dle předešlých definicí se Grahamovo číslo rovná výpočtu {\displaystyle G_{64}=3\uparrow ^{G_{63}}3}.
Také si všimněme, že zápis výpočtu {\displaystyle 3\uparrow ^{4}3} (hexace) lze také zapsat také pomocí heptace takto {\displaystyle 3\uparrow ^{5}2}. Lze to proto, že v příkladě 3 hexace 3 máme stejný základ a stejně krát hexaci. A to můžeme právě promítnout do vyššího hyperoperátora - heptaci. Proto by například šlo {\displaystyle \underbrace {3\uparrow ^{4}(3\uparrow ^{4}3)} _{\text{ hexace }}=\underbrace {3\uparrow ^{5}3} _{\text{ heptace }}=\underbrace {3\uparrow ^{6}2} _{\text{ oktace }}}.